# 日本エレベーター製造
日本エレベーター製造株式会社（にほんエレベーターせいぞう、英: NIPPON ELEVATOR MFG. CO., LTD.）は、エレベーター・エスカレーター・小荷物専用昇降機等の製造販売、据付工事、保守管理を行う日本の会社である。

## 沿革
- 1935年 合資会社東洋エレベーター製作所創業
- 1947年 日本エレベーター製造株式会社に社名変更
- 1950年 大阪出張所、名古屋出張所、神戸出張所、札幌出張所開設
- 1952年 東京大島工場新築
- 1953年 仙台出張所開設
- 1956年 広島出張所、福岡出張所開設
- 1963年 埼玉工場新築・移転
- 1968年 埼玉工場　新テストタワー完成
- 1979年 本社　社屋完成
- 1997年 埼玉工場内にテクニカルセンター新築
- 2003年 埼玉工場内に研修棟新築

## 事業所
- 本社 - 東京都千代田区岩本町1-10-3
- 埼玉工場 - 埼玉県越谷市大間野町1-7
- 営業所 - 5ヶ所（札幌、仙台、名古屋、大阪、福岡）
- 出張所 - 全国48ヶ所

## 機種
DCGL
1961年に発売された直流可変電圧制御方式ギヤレスエレベーター。
DBL
1971年に発売された交流帰還制御方式エレベーター。
ATC
1976年に発売された交流三相サイリスタ制御方式エレベーター。
ELEMIC - エレミック
1980年に発売されたマイコン制御方式エレベーター。
STC
1980年に発売された交流単相サイリスタ制御方式エレベーター。
VF
1985年に発売されたVVVFインバーター制御方式エレベーター。
LAMSEINE - ラムセーヌ
1992年に発売されたヘリカルギヤ巻上機式エレベーター。
ELLES - エルレ
2000年に発売された機械室なしエレベーター。
スクリュー式エレベーター
2001年から発売されているスクリュー式のエレベーター。JR東日本との共同開発。発売当初は伊藤忠商事とスウェーデンNTD社と提携して販売していた。発売当初は、9人乗りのみであったが、2003年より定員11人タイプを発売。 速度は昇降距離が2.5m未満は18m/min、それ以上は30m/minである。
FML
2006年に発売された大型機械室なしエレベーター。
FINEA - フィネア
2018年に発売された機械室なしエレベーター。グッドデザイン賞2018を受賞。
FINEA st - フィネア エスティ